# Kallima
Kallima és un gènere de lepidòpters papilionoïdeus de la família dels nimfàlids (Nymphalidae), subfamília Nymphalinae. Es troben a l'est, sud i sud-est asiàtic.
Es coneixen com a papallones de fulla de roure nom que fa referència a la superfície inferior de les seves ales, que és de diversos tons de marró com una fulla morta. Quan les ales es mantenen tancades, s'assembla molt a una fulla morta, encara més emfatitzada per la forma de l'ala.

## Taxonomia
Aquest gènere tradicionalment també ha inclòs una sèrie d'espècies africanes, però ara se solen col·locar a Kallimoides, Junonia (alternativament a Kamilla) i Mallika. Les espècies següents són actualment membres del gènere Kallima:
| Kallima albofasciata Moore, 1877    |
| Kallima alompra Moore, 1879         |
| Kallima buxtoni Moore, 1879         |
| Kallima horsfieldii (Kollar, 1844)  |
| Kallima inachus (Boisduval, 1846)   |
| Kallima limborgii Moore, 1879       |
| Kallima knyvetti de Nicéville, 1886 |
| Kallima paralekta (Horsfield, 1829) |
| Kallima philarchus (Westwood, 1848) |
| Kallima spiridiva Grose-Smith, 1885 |